# Санберст (Монтана)
Санберст (англ. Sunburst) — місто (англ. town) в США, в окрузі Тул штату Монтана. Населення — 333 особи (2020).

## Географія
Санберст розташований за координатами 48°52′27″ пн. ш. 111°54′4″ зх. д. / 48.87417° пн. ш. 111.90111° зх. д. (48.874305, -111.901248).  За даними Бюро перепису населення США в 2010 році місто мало площу 5,14 км², з яких 4,52 км² — суходіл та 0,62 км² — водойми.

## Демографія
Згідно з переписом 2010 року, у місті мешкало 375 осіб у 150 домогосподарствах у складі 107 родин. Густота населення становила 73 особи/км².  Було 176 помешкань (34/км²).
Расовий склад населення:
| - 94,9 % — білих - 0,5 % — корінних американців |

До двох чи більше рас належало 4,0 %. Частка іспаномовних становила 2,7 % від усіх жителів.
За віковим діапазоном населення розподілялося таким чином: 25,1 % — особи молодші 18 років, 61,3 % — особи у віці 18—64 років, 13,6 % — особи у віці 65 років та старші. Медіана віку мешканця становила 39,4 року. На 100 осіб жіночої статі у місті припадало 98,4 чоловіків;  на 100 жінок у віці від 18 років та старших — 99,3 чоловіків також старших 18 років.
Середній дохід на одне домашнє господарство  становив 72 328 доларів США (медіана — 80 833), а середній дохід на одну сім'ю — 83 281 долар (медіана — 84 250). За межею бідності перебувало 2,0 % осіб, у тому числі 0,0 % дітей у віці до 18 років та 2,8 % осіб у віці 65 років та старших.
Цивільне працевлаштоване населення становило 139 осіб. Основні галузі зайнятості: публічна адміністрація — 20,1 %, освіта, охорона здоров'я та соціальна допомога — 20,1 %, роздрібна торгівля — 15,8 %, будівництво — 12,2 %.